# ぷるんぷるん
『ぷるんぷるん』は、テレビ西日本で金曜に放送されていた生放送の深夜バラエティ番組。2000年4月14日放送開始、2001年3月30日放送終了。

## 放送時間
- 金曜 25:00 - 27:00（JST）

## 出演者

### MC
- ケン坊田中
- 松田キビキビ

### ぷるギャル
- 出光加奈子 - 2000年10月から出演。
- 江本理恵
- 坂野智子
- 嶋本絵美
- 定島由加子 - 2000年9月まで出演。
- 成瀬泉美
- 早川和美
- 福永ひとみ
- 三嶋路子
- 山田祥子
- 渡辺尚子

### CocktailBar
- 羽賀信次

### 月一出演者
- 宮田和弥

## 放送内容
#1　2000年4月1日
- 挑戦シリーズ 第１弾 江本 肝試し

#2　2000年4月21
- キャンパスのかわいい子を探せ！ 嶋本＆成瀬
- 中洲のママの豪華自宅マンション拝見 福永＆早川

#3　2000年4月28日
- フットケア大研究 坂野＆山田
- 宮田和弥初登場
- 挑戦シリーズ 第２弾 福永vs三嶋 つり対決

#4　2000年5月5日
- 挑戦シリーズ 第３弾 嶋本 ウェイクボード
- 最新ゲーム機で遊んじゃおう！ 渡辺＆早川

#5　2000年5月12日
- 挑戦シリーズ 第４弾 坂野 定島 山田 ジェットコースターでお絵かき
- 怖い話大会

#6　2000年5月19日
- 挑戦シリーズ 第５弾 渡辺 三嶋 成瀬 ガタリンピック

#7　2000年5月26日
- 挑戦シリーズ 第６弾 早川 成瀬 山田 宝満山登山
- メロマニのテーマ初披露

#8　2000年6月2日
- 挑戦シリーズ 第７弾 三嶋 吊り橋と私
- 先月のお仕事

#9　2000年6月9日
- 出張隊 江本＆福永 手作り料理

#10　2000年6月16日
- 出張隊 坂野＆定島 手作り料理＆部屋片づけ
- 嶋本 M:I2 試写会

#11　2000年6月23日
- ぷるギャルバンド パート決め

#12　2000年6月30日
- 挑戦シリーズ 第８弾 成瀬vs山田 福大入試問題対決
- メロマニのテーマ２番歌詞決定＆初生演奏

#13　2000年7月7日
- ぷるギャル 浴衣で登場
- 挑戦シリーズ 第９弾 山田 自転車唐津ツアー
- 先月のお仕事

#14　2000年7月14日
- 福岡大学受験 その１（家庭教師オーディション）

--　2000年7月21日
- （放送休み）

#15　2000年7月28日
- ぷるギャルバンド 楽器レンタル・バンド名「ぷるてぃ」命名
- 坂野 三嶋 美容専門学校体験入学

#16　2000年8月4日
- 挑戦シリーズ 第10弾 定島 水上スキー
- 江本 韓国ロケ

#17　2000年8月11日
- カラオケクイーンへの道 その１（練習編）
- 先月のお仕事
- 成瀬 美容エステ体験

#18　2000年8月18日
- カラオケクイーンへの道 その２（予選直前編）
- 福岡大学受験 その２

#19　2000年8月25日
- カラオケクイーンへの道 その３（予選編）
- ぷるてぃ肝試し＠南畑ダム

#20　2000年9月1日
- カラオケクイーンへの道 その４（決勝編）
- 先月のお仕事

#21　2000年9月8日
- 出張隊 江本＆山田

#22　2000年9月15日
- 認知度調査＠天神　三嶋vs定島（罰ゲーム：足ツボ）
- ももち浜ＤＸストア ケン坊 江本 山田 ゲスト出演レポ

#23　2000年9月22日
- ぷるてぃボーカル特訓
- 福岡大学受験 その３
- 定島卒業

--　2000年9月29日
- （放送休み）

#24　2000年10月6日
- 出光初登場
- 山田 自転車阿蘇ツアー

#25　2000年10月13日
- みんなの絵日記（Chatだけよ）
- 認知度調査＠小倉 成瀬vs坂野（罰ゲーム：ストッキングかぶり）
- 先月のお仕事

--　2000年10月20日
- （放送休み）

#26　2000年10月27日
- 全編志賀島合宿ツアー

#27　2000年11月3日
- 認知度調査＠久留米 山田vs早川（罰ゲーム：どじょうすくい）
- 坂野 パソコン教室体験

#28　2000年11月10日
- 出張隊 江本＆成瀬 愛の伝道師
- 先月のお仕事

#29　2000年11月17日
- ぷるてぃ学園祭直前全体練習

#30　2000年11月24日
- 出張隊 江本＆山田 犬の世話

#31　2000年12月1日
- ぷるてぃライブ＠九州大学学園祭

#32　2000年12月8日
- 福永＆嶋本 台湾ロケ その１
- 先月のお仕事

#33　2000年12月15日
- 福永＆嶋本 台湾ロケ その２
- 嘉門達夫ゲスト登場・替え歌講座
- Chatだけよ２に羽賀登場

#34　2000年12月22日
- ぷるてぃ新曲第１次オーディション
- 福岡大学受験 その４（センター模試）
- カレンダー撮影

--　2000年12月29日
- （ＴＮし～大忘年会）

--　2000年1月5日
- （放送休み）

#35　2000年1月12日
- クリスマスプレゼント その１

#36　2001年1月19日
- クリスマスプレゼント その２
- 先月のお仕事

#37　2001年1月26日
- ぷるてぃ新曲第２次オーディション
- カレンダーのイベント

#38　2001年2月2日
- 認知度調査＠天神 出光vs福永（罰ゲーム：ドリアン）

#39　2001年2月9日
- キューティーハニー隊
- 先月のお仕事

#40　2001年2月16日
- 認知度調査＠小倉　嶋本vs渡辺（罰ゲーム：アリだんご＆サソリの唐揚げ）

#41　2001年2月23日
- ぷるてぃ新曲振付特訓
- 福岡大学受験 その５（本番＆合格発表）

#42　2001年3月2日
- バレンタイン特別企画

#43　2001年3月9日
- 出光欠席（早川前列）
- 認知度調査＠大名 江本vs羽賀（罰ゲーム：ムキムキマンの刑）
- 先月のお仕事

#44　2001年3月16日
- 出光欠席（成瀬前列）
- 20th Centuryゲスト登場
- みんなの絵日記
- Chatだけよ２に羽賀登場

--　2001年3月23日
- （放送休み）

#45　2001年3月30日
- 最終回 公開生放送
- 総集編
- ぷるてぃライブ

※ 挑戦シリーズ・認知度調査は、一番先頭に名前を書いてる人物が勝者。

## スタッフ
- 技術：西岡剛
- SW：生貞義勝、西田茂
- CA：堀田圭二、森濱正、井上健二
- VE：二宮和彦
- AUD：西博司
- LIGHT：梅原健
- ED：岡本浩明、利光英樹
- ART：亀澤幸一
- HAIR MAKE：WAVE
- 協力：BMB USEN、MUSIC LAND KEY
- 制作協力：VSQ、ミュージックリザーブ、九州ハートス
- WRITER：増山実
- TK：上野友美（OFFICE OKA）
- ディレクター：生駒央正、山口真由美（OFFICE OKA）
- チーフディレクター：鵜木健
- 演出：西村浩
- プロデューサー：山﨑浩一郎
- 制作・著作：テレビ西日本